# Адельшинское сельское поселение
Адельшинское се́льское поселе́ние — муниципальное образование в Чистопольском районе Татарстана Российской Федерации.
Административный центр — село Татарское Адельшино.

## История
Статус и границы сельского поселения установлены Законом Республики Татарстан от 31 января 2005 года № 44-ЗРТ «Об установлении границ территорий и статусе муниципального образования "Чистопольский муниципальный район" и муниципальных образований в его составе».

## Население
| 2010 | 2011 | 2012 | 2013 | 2014 | 2015 | 2016 |
| ---- | ---- | ---- | ---- | ---- | ---- | ---- |
| 874  | ↘872 | ↘870 | ↘859 | ↘826 | ↘802 | ↘787 |
| 2017 | 2018 |      |      |      |      |      |
| ↘775 | ↘759 |      |      |      |      |      |

## Состав сельского поселения
| № | Населённый пункт    | Тип населённого пункта       | Население |
| - | ------------------- | ---------------------------- | --------- |
| 1 | Служилая Шентала    | село                         |           |
| 2 | Татарское Адельшино | село, административный центр |           |
| 3 | Четыре Двора        | село                         |           |